# Астра 1A
Астра 1A — телекоммуникационный спутник, первый ИСЗ Люксембурга и серии «Астра». Он предназначался для ретрансляции радио- и телепрограмм в аналоговом и цифровом форматах европейской компанией SES, базирующейся в Люксембурге.

## История
Спутник для компании-оператора SES был создан компанией GE Astra Electronics, которая сейчас называется Lockheed Martin Astro Space, на основе платформы GE 4000. Спутник был удачно выведен в свою орбитальную позицию и 4 февраля 1989 года начал регулярную трансляцию.

## Зона покрытия
Европа.